# Tihi ocean
Tihi ocean (od latinskog Mare Pacificum, hrvatski Mirno more), najveća je morska površina na svijetu. Ime mu je dao Ferdinand Magellan, poznati portugalski istraživač-moreplovac. Ovaj ocean zauzima 179,7 milijuna km2, što je trećina Zemljine površine, i više od ukupne površine cjelokupnog Zemljinog kopna. Proteže se na približno 15 500 kilometara, od Beringovog mora na Arktiku na sjeveru do ledenih dijelova Antarktike na jugu, iako se dio na Antarktici naziva i Južni ocean. Tihi ocean najširi je na 5° sjeverne zemljopisne širine. Proteže se na 19 800 kilometara od Indonezije do obala Kolumbije i Perua. Najdublja točka ujedno je najdublja točka na svijetu. Zove se Marijanska brazda, a posljednji podatak kaže 11 034 metara ispod razine mora. Prosječna dubina jest 4300 metara.
Tihi ocean sadrži oko 25 000 otoka (više nego u svim drugim oceanima zajedno), od kojih je većina južno od ekvatora. Jedna teorija govori kako se tektonske ploče u Tihom oceanu smanjuju, dok se one u Atlantskom oceanu povećavaju. 
Duž nepravilnih zapadnih granica Tihog oceana leže mnoga rubna mora, od kojih su najveća Koraljno, Južnokinesko, Japansko, Tasmanovo i Žuto more. Malajskim prolazom je spojen s Indijskim na zapadu, te Mageljanovim prolazom na istoku s Atlantikom. Prema sjeveru, Beringov prolaz spaja ga s Arktičkim oceanom.
Kako se Tihi ocean širi na ± 180° zemljopisne dužine, gdje zapad postaje istok, azijska strana oceana pravilno se smatra istočnim Tihim oceanom, a suprotna je strana zapadni Tihi ocean. Datumska granica većim dijelom prati ±180° zemljopisne dužine koja razgraničava istočni i zapadni dio. No, na nekim se mjestima odvaja od te zemljopisne odrednice. Tako na sjeveru skreće prema istoku da bi zaobišla najistočniji dio Azije, zatim skreće prema zapadu obilazeći Aleutske otoke da bi zatim puno južnije jako skrenula prema zapadu kako bi obuhvatila otočnu državu Kiribati i još neke manje otoke.
Tijekom Magellanovog putovanja do Filipina, po izlasku iz prolaza kroz Ognjenu zemlju (prolaz je kasnije po njemu dobio ime) poznatom po silovitim olujama, učinilo mu se da je Tihi ocean vrlo miran ocean, po čemu je dobio i ime. Ipak, nije uvijek miran. Kopno raspršeno po Tihom oceanu podložno je vulkanskim erupcijama i potresima. Također, brojni tajfuni počinju upravo na tom području. No, najopasniji su cunamiji (koji su posljedica podvodnih potresa) s ogromnim valovima koji uništavaju otoke i gradove na svom putu. 

## Karakteristike vode
Temperature mora u Tihom oceanu kreću se od smrzavajućih na Zemljinim polovima do vrlo toplih (oko 29°C) na ekvatoru. Salinitet također varira po zemljopisnoj dužini. Voda bliže ekvatoru manje je slana od one u umjerenom pojasu zbog mnogo obilnih padalina na ekvatoru tijekom cijele godine. Također, salinitet vode na polovima vrlo je nizak zbog malenog ili nikakvog isparavanja vode. No, po prosjeku temperatura, Tihi ocean topliji je od Atlantskog oceana.
Morske struje na sjevernoj polutci uglavnom se kreću u smjeru kazaljke na satu, a na južnoj polutci obrnuto. Sjevernoekvatorska struja tjerana vjetrovima kreće se širinom 15°N u smjeru zapada da bi kod Filipina skrenula na sjever i postala topla japanska ili Kuroshio struja.
Na oko 45°N Kuroshio struja skreće prema istoku gdje se račva. Dio struje skreće prema sjeveru postajući Aleutska struja. Drugi dio vodenih masa skreće prema jugu i ponovo dolazi u područje sjevernoekvatorske struje. U blizini Sjeverne Amerike, Aleutska struja također se račva. Sjeverni dio ulazi u Beringovo more kružeći njime u smjeru kazaljke na satu. Južni krak usporava i nastavlja prema jugu kao kalifornijska struja.
Južnoekvatorska struja prati ekvator u smjeru zapada. Istočno od Nove Gvineje skreće prema jugu da bi se na oko 50°S, priključila antarktičkoj okopolarnoj struji. U blizini  čileanske obale, južnoekvatorska se struja dijeli; jedan ogranak teče oko rta Horn, a drugi skreće prema sjeveru i formira peruansku ili Humboldtovu struju.

## Geološki podatci
Andesitska linija najvažnija je linija koja služi za odvajanje regija u Tihom oceanu. Odvaja dublji dio oceana s eruptivnim stijenama od plićeg dijela s dijelovima kopna. Ova linija prati zapadni rub kalifornijskih otoka i prolazi Aleutima, onda sve do poluotoka Kamčatke u Rusiji, poslije ide Japanom, a onda u Oceaniju na Solomonske otoke i Novi Zeland. Zatim se nastavlja sjeveroistočno zapadnom granicom Kordiljera duž Južne Amerike, te svoj put završava preko Meksika opet u Kaliforniji. 
U sklopu zatvorene putanje Andesitske linije, nalaze se brojne vulkanske planine, otoci i stijene koje karakteriziraju središnji Tihi ocean. Ovdje se lava nježno uzdiže i gradi ogromne podvodne vulkanske planine. No, izvan Andesitske linije, vulkani su eksplozivni i tvore takozvani Pacifički vatreni prsten.

## Kopnene mase
Najveća je kopnena masa na čitavom Tihom oceanu Nova Gvineja, ujedno i drugi najveći otok na svijetu. Gotovo su svi otoci i atoli između koordinata 30°N i 30°S, tj. od jugoistočne Azije do Uskršnjeg otoka. Polinezijski trokut, koji spaja Havaje, Novi Zeland i Uskršnji otok, okružuje sve ostale otočne cjeline (Cookovi otoci, Samoa, Tokelau, Tonga, Tuamotu, Tuvalu i Wallis i Futuna).
Sjeverno od ekvatora i zapadno od datumske granice nalazi se nevjerojatno mnogo malih mikronezijskih otoka, uključujući Karolinske, Marijanske i Marshallove otoke.
U jugozapadnom kutu Tihog oceana leže otoci iz melanezijske grupe, kojima dominira Nova Gvineja. Ostali otoci iz ove grupe uključuju Fidži, Novu Kaledoniju, Solomonske otoke i Vanuatu.
Otoci Tihog oceana se dijele na tri osnovne vrste:
- kontinentalne otoke, koji uključuju otoke Nove Gvineje, Novog Zelanda i Filipina, te imaju sličnu strukturu kao obližnje kopno;
- visoke otoke, koji imaju vulkansko porijeklo i najčešće aktivne vulkane;
- koraljne grebene i koraljne platforme, od kojih je zasigurno najpoznatiji australski veliki koraljni greben. Postoje i koraljni otoci, od kojih su najpoznatiji Makatea i Tuamotu iz grupe otoka Francuske Polinezije.

## Povijest i ekonomija
Vidi i: Oceanija
Važne su se ljudske migracije dogodile na Tihom oceanu u prapovijesti, od kojih je najistaknutija bila polinezijska migracija od azijskog ruba oceana do Tahitija i Novog Zelanda.
Europljani su došli u kontakt s Oceanijom u 16. stoljeću. Prvi istraživač koji je zapisao svoja putovanja do Oceanije bio je Vasco Núñez de Balboa (1513.), a potom i Ferdinand Magellan tijekom svojih putovanja od 1519. do 1522. 1564., konkvistadori su prešli Tihi ocean krenuvši iz Meksika. Ostatak 16. stoljeća prošao je pod najsnažnijim španjolskim utjecajem. Brodovi su kretali iz Španjolske do Filipina, Nove Gvineje i Solomonskih otoka. 
U 17. stoljeću, Nizozemci su, ploveći oko Afrike, vodili glavnu riječ u trgovini. Abel Tasman otišao je dalje otkrivši Tasmaniju i Novu Gvineju godine 1642. U 18. stoljeću, Rusi su počeli iskorištavati Aljasku i Aleute, Francuzi Polineziju, a Englezi, posebno James Cook, otkrili su Australiju i Havaje.
Imperijalizam u 19. stoljeću za posljedicu je imao okupaciju brojnih oceanijskih teritorija od Velike Britanije i Francuske, a potom i SAD-a. Jedan od najvećih doprinosa u povijesti oceanografije imao je Charles Darwin 1830-ih  na brodu Beagle. 
Iako je SAD prisvojio Filipine, Japan je imao većinu zapadnopacifičkih otoka tijekom Drugog svjetskog rata. No, do kraja rata, Japanu su, kao jednoj od poraženih zemalja, oduzeti svi posjedi. 
Sedamnaest neovisnih zemalja nalazi se u Tihom oceanu: Australija, Fidži, Japan, Kiribati, Maršalovi otoci, Mikronezija, Nauru, Novi Zeland, Palau, Papua Nova Gvineja, Filipini, Samoa, Solomonski otoci, Tajvan, Tonga, Tuvalu i Vanuatu. Jedanaest od ovih sedamnaest zemalja steklo je potpunu nezavisnost 1960. Sjevernomarijanski otoci zapravo su pod vlašću SAD-a, dok su Cookovi otoci i Niue u sličnim odnosima s Novim Zelandom. U sklopu Tihog oceana, osim SAD-a, svoje teritorije i danas imaju Čile, Ekvador, Francuska, Japan i UK.
Iskorištavanje je tihooceanskih mineralnih dobara spriječeno zbog vrlo velikih dubina. U plitkim se dijelovima iskorištavaju prirodni plin i nafta, dok se biseri skupljaju duž obala Australije, Nikaragve, Paname i Filipina, iako se aktivisti Greenpeacea žestoko protive ovom iskorištavanju. U Tihom oceanu živi neslućen broj riba. U dijelovima bliže obali najviše se lovi riba poput tune, lososa, srdela, sabljarki, kao i školjke.
1986. članice su južnopacifičkog ugovora odredile da je ogroman dio Tihog oceana nedostupan za nuklearna testiranja i odlaganje nuklearnog otpada na tom području.

## Glavne luke
- Acapulco, Meksiko
- Anchorage, SAD
- Auckland, Novi Zealand
- Bangkok, Tajland
- Brisbane, Australija
- Buenaventura
- Callao, Peru
- Cebu City, Filipini
- Guayaquil, Ekvador
- Hong Kong, Kina
- Honolulu, SAD
- Kitimat, Kanada
- Keelung, Taiwan
- Kobe, Japan
- Long Beach, SAD
- Los Angeles, SAD
- Metro Manila, Filipini
- Panama City, Panama
- Portland, Oregon, SAD
- Prince Rupert, Kanada
- San Diego, SAD
- San Francisco, SAD
- Sapporo, Japan
- Seattle, SAD
- Šangaj, Kina
- Singapur
- Sydney, Australija
- Tijuana, Meksiko
- Valparaíso, Čile
- Vancouver, Kanada
- Victoria, Kanada
- Vladivostok, Rusija
- Yokohama, Japan

## Vanjske poveznice
- Oceanography Image of the Day , iz oceanografskih instituta
- EPIC Pacific Ocean Data Collection  Arhivirana inačica izvorne stranice od 4. svibnja 2010. (Wayback Machine) Vidljivo online
- Karta Tihog oceana  Arhivirana inačica izvorne stranice od 16. ožujka 2005. (Wayback Machine)
- NOAA Ocean Surface Current Analyses - Realtime (OSCAR)  Arhivirana inačica izvorne stranice od 29. prosinca 2005. (Wayback Machine)  Gotovo real-time prikaz iz satelita
- NOAA PMEL Argo profiling floats  Arhivirana inačica izvorne stranice od 10. veljače 2006. (Wayback Machine) Podatci o Tihom oceanu u realnom vremenu